# Jamaica i olympiska sommarspelen 2000
Jamaica deltog i de olympiska sommarspelen 2000 med en trupp bestående av 48 deltagare, 22 män och 26 kvinnor, och de tog totalt nio medaljer.

## Medaljer

### Silver
- Tayna Lawrence - Friidrott, 100 m
- Lorraine Graham - Friidrott, 400 m
- Deon Hemmings - Friidrott, 400 m häck
- Merlene Ottey, Veronica Campbell, Tanya Lawrence, Beverly McDonald och Merlene Frazer (i kval) - Friidrott, 4 x 100 m
- Catherine Scott-Pomales, Deon Hemmings, Sandie Richards, Lorraine Graham, Charmaine Howell (i kval) och Michelle Burgher (i kval) - Friidrott, 4 x 400 m
- Christopher Williams, Danny McFarlane, Michael Blackwood, Greg Haughton, Sanjay Ayre och Michael McDonald - Friidrott, 4 x 400 m

### Brons
- Greg Haughton - Friidrott, 400 m
- Merlene Ottey - Friidrott, 100 m
- Beverly McDonald - Friidrott, 200 m

## Friidrott
Herrarnas 100 meter
- Christopher Williams
  - Omgång 1 — 10.35
  - Omgång 2 — 10.3 (→ gick inte vidare)

- Patrick Jarrett
  - Omgång 1 — 10.41
  - Omgång 2 — 16.4 (→ gick inte vidare)

- Lindel Frater
  - Omgång 1 — 10.45
  - Omgång 2 — 10.23
  - Semifinal — 10.46 (→ gick inte vidare)

Herrarnas 200 meter
- Christopher Williams
  - Omgång 1 — 20.45
  - Omgång 2 — 20.25
  - Semifinal — 20.47 (→ gick inte vidare)

- Dwight Thomas
  - Omgång 1 — 20.85
  - Omgång 2 — 20.58 (→ gick inte vidare)

- Ricardo Williams
  - Omgång 1 — 21.09 (→ gick inte vidare)

Herrarnas 400 meter
- Danny McFarlane
  - Omgång 1 — 45.84
  - Omgång 2 — 45.4
  - Semifinal — 45.38
  - Final — 45.55 (→ 8:e plats)

- Gregory Haughton
  - Omgång 1 — 45.63
  - Omgång 2 — 45.08
  - Semifinal — 44.93
  - Final — 44.7 (→  Brons)

- Davian Clarke
  - Omgång 1 — 45.3
  - Omgång 2 — 45.06
  - Semifinal — DNF (→ gick inte vidare)

Herrarnas 800 meter
- Marvin Watts
  - Omgång 1 — 01:59.97
  - Semifinal — 01:47.68 (→ gick inte vidare)

Herrarnas 110 meter häck
- Robert Foster
  - Omgång 1 — 14.33 (→ gick inte vidare)

Herrarnas 400 meter häck
- Dinsdale Morgan
  - Omgång 1 — 49.64
  - Semifinal — 50.23 (→ gick inte vidare)

- Kemel Thompson
  - Omgång 1 — 50.4 (→ gick inte vidare)

- Ian Weakley
  - Omgång 1 — 52.18 (→ gick inte vidare)

Herrarnas 4 x 100 meter stafett
- Llewelyn Bredwood, Lindel Frater, Donovan Powell, Dwight Thomas, Christopher Williams
  - Omgång 1 — 38.97
  - Semifinal — 38.27
  - Final — 38.2 (→ 4:e plats)

Herrarnas 4 x 400 meter stafett
- Sanjay Ayre, Michael Blackwood, Gregory Haughton, Michael McDonald, Danny McFarlane, Christopher Williams
  - Omgång 1 — 03:03.85
  - Semifinal — 02:58.84
  - Final — 02:58.78 (→  Silver)

Herrarnas längdhopp
- James Beckford
  - Kval — 7.98 (→ gick inte vidare)

Herrarnas tiokamp
- Claston Bernard
  - 100 m — 10.79
  - Längdhopp — NM
  - Kulstötning — 13.68
  - Höjdhopp — 2.09
  - 400 m — 49.77
  - 100 m häck — 15.01
  - Diskuskastning — 41.15
  - Stavhopp — NM
  - Spjutkastning — DNS

Damernas 100 meter
- Tanya Lawrence
  - Omgång 1 — 11.14
  - Omgång 2 — 11.11
  - Semifinal — 11.12
  - Final — 11.18 (→  Silver)

- Merlene Ottey
  - Omgång 1 — 11.24
  - Omgång 2 — 11.08
  - Semifinal — 11.22
  - Final — 11.19 (→  Brons)

- Beverly McDonald
  - Omgång 1 — 11.36
  - Omgång 2 — 11.26
  - Semifinal — 11.31 (→  Brons)

Damernas 200 meter
- Beverly McDonald
  - Omgång 1 — 22.50
  - Omgång 2 — 22.44
  - Semifinal — 22.70
  - Final — 22.35 (→ 4:e plats)

- Juliet Campbell
  - Omgång 1 — 23.18
  - Omgång 2 — 23.34 (→ gick inte vidare)

- Astia Walker
  - Omgång 1 — 23.33
  - Omgång 2 — DNF (→ gick inte vidare)

Damernas 400 meter
- Lorraine Graham
  - Omgång 1 — 51.65
  - Omgång 2 — 50.66
  - Semifinal — 50.28
  - Final — 49.58 (→  Brons)

- Sandie Richards
  - Omgång 1 — 51.86
  - Omgång 2 — 51.00
  - Semifinal — 50.42 (→ gick inte vidare)

Damernas 800 meter
- Charmaine Howell
  - Omgång 1 — 02:01.14
  - Semifinal — 02:00.63 (→ gick inte vidare)

Damernas 1 500 meter
- Mardrea Hyman
  - Omgång 1 — 04:10.21
  - Semifinal — 04:14.20 (→ gick inte vidare)

Damernas 100 meter häck
- Delloreen Ennis-London
  - Omgång 1 — 12.88
  - Omgång 2 — 12.80
  - Semifinal — 12.90
  - Final — 12.80 (→ 4:e plats)

- Brigitte Foster
  - Omgång 1 — 12.75
  - Omgång 2 — 12.88
  - Semifinal — 12.70
  - Final — 13.49 (→ 8:e plats)

- Michelle Freeman
  - Omgång 1 — 12.99
  - Omgång 2 — 13.52 (→ gick inte vidare)

Damernas 400 meter häck
- Deon Hemmings
  - Omgång 1 — 55.44
  - Semifinal — 54.00
  - Final — 53.45 (→  Silver)

- Catherine Scott-Pomales
  - Omgång 1 — 56.17
  - Semifinal — 55.78 (→ gick inte vidare)

- Patrina Allen
  - Omgång 1 — 59.36 (→ gick inte vidare)

Damernas 4 x 100 meter stafett
- Veronica Campbell, Merlene Frazer, Tayna Lawrence, Beverly McDonald, Merlene Ottey
  - Omgång 1 — 42.46
  - Semifinal — 42.15
  - Final — 42.13 (→  Silver)

Damernas 4 x 400 meter stafett
- Michelle Burgher, Lorraine Graham, Deon Hemmings, Charmaine Howell, Sandie Richards, Catherine Scott-Pomales
  - Omgång 1 — 03:25.65
  - Final — 03:23.25 (→  Silver)

Damernas spjutkastning
- Olivia McKoy
  - Kval — 56.36 (→ gick inte vidare)

Damernas längdhopp
- Elva Goulbourne
  - Kval — 6.68
  - Final — 6.43 (→ 10:e plats)

- Lacena Golding
  - Kval — 6.39 (→ gick inte vidare)

Damernas tresteg
- Keisha Spencer
  - Kval — 13.49 (→ gick inte vidare)

Damernas höjdhopp
- Karen Beautle
  - Kval — NM (→ gick inte vidare)

## Segling
470
- Andrew Gooding och Sean Nunes
  - Lopp 1 — 22
  - Lopp 2 — 25
  - Lopp 3 — 14
  - Lopp 4 — 15
  - Lopp 5 — 9
  - Lopp 6 — (27)
  - Lopp 7 — 21
  - Lopp 8 — (27)
  - Lopp 9 — 18
  - Lopp 10 — 14
  - Lopp 11 — 26
  - Final — 164 (→ 25:e plats)

## Triathlon
Damernas triathlon
- Iona Wynter — 2:10:24,69 (→ 34:e plats)